# Montagu Toller
Montagu Henry Toller (Barnstaple, 2 febbraio 1871 – Titchfield, 5 agosto 1948) è stato un crickettista britannico.
Partecipò ai Giochi olimpici 1900 di Parigi nel torneo di cricket, vincendo la medaglia d'oro con la squadra che rappresentò la Gran Bretagna. Prima dei Giochi olimpici parigini, Toller fu giocatore del Somerset, nel 1897, e del Devon.

## Palmarès
| Anno | Manifestazione | Sede   | Evento  | Risultato | Note |
| ---- | -------------- | ------ | ------- | --------- | ---- |
| 1900 | Olimpiadi      | Parigi | Cricket | Oro       |      |